# Torellia exilis
Torellia exilis is een slakkensoort uit de familie van de Capulidae. De wetenschappelijke naam van de soort is voor het eerst geldig gepubliceerd in 1958 door Powell.